# Zandra Ahl
Zandra Caroline Ahl, född 8 juli 1975 i Växjö, är en svensk keramiker och författare.
Zandra Ahl växte upp i Växjö och Nässjö och utbildade sig på linjen för glas och keramik på Konstfack i Stockholm. Hon var professor i keramik och glas på Konstfack 2009–2016 och var mellan september 2016 och december 2017 rektor på Beckmans designhögskola.
Hon orsakade debatt när hon i sitt examensarbete på Konstfack 1999 tillverkade en serie prydnadslampor i ojämn keramik glaserad i rosa och glitter. Hon vill med sitt arbete ifrågasätta vad vi betraktar som "god smak" och har skrivit flera böcker på temat.
Zandra Ahl finns representerad i Röhsska museets  och i Nationalmuseums samlingar